# Dinarmus magnus
Dinarmus magnus är en stekelart som först beskrevs av Sievert Allen Rohwer 1934.  Dinarmus magnus ingår i släktet Dinarmus och familjen puppglanssteklar. Inga underarter finns listade i Catalogue of Life.